# Grote Prijs Jef Scherens 2021
Il Grote Prijs Jef Scherens 2021, cinquantaquattresima edizione della corsa, valido come prova di categoria 1.1 dell'UCI Europe Tour 2021, si è svolto il 15 agosto 2021 su un percorso di 190 km, con partenza e arrivo a Lovanio, in Belgio. È stato vinto dall'italiano Niccolò Bonifazio, che è giunto al traguardo in 4h 28' 12" alla media di 42,506 km/h, precedendo il francese Nacer Bouhanni e il belga Gianni Vermeersch.
Dei 143 ciclisti alla partenza sono stati 97 a portare a termine la competizione.

## Squadre partecipanti
| N.      | Cod. | Squadra                   |
| ------- | ---- | ------------------------- |
| 1-7     | IWG  | Intermarché-Wanty-Gobert  |
| 11-17   | TEN  | Team TotalEnergies        |
| 21-27   | AFC  | Alpecin-Fenix             |
| 31-37   | BBK  | B&B Hotels                |
| 41-47   | BWB  | Bingoal Pauwels Sauces WB |
| 51-57   | SVB  | Sport Vlaanderen-Baloise  |
| 61-67   | ARK  | Team Arkéa-Samsic         |
| 71-77   | ABC  | Abloc CT                  |
| 81-87   | BCY  | BEAT Cycling              |
| 91-97   | EVO  | EvoPro Racing             |
| 101-106 | HBA  | Hagens Berman Axeon       |

| N.      | Cod. | Squadra                       |
| ------- | ---- | ----------------------------- |
| 111-117 | LCT  | Lviv Continental Cycling Team |
| 131-137 | MET  | Metec-Solarwatt p/b Mantel    |
| 141-147 | SEG  | SEG Racing Academy            |
| 151-157 | TIS  | Tarteletto-Isorex             |
| 161-167 | LKH  | Lotto-Kern Haus               |
| 171-177 | SVL  | Team SKS Sauerland NRW        |
| 181-186 | TRI  | Trinity Racing                |
| 191-197 | VWE  | VolkerWessels Cycling Team    |
| 201-206 | Y4M  | Yoeleo Test Team p/b 4Mind    |
| 211-217 | TBL  | Baloise-Trek Lions            |

## Ordine d'arrivo (Top 10)
| Pos. | Corridore         | Squadra       | Tempo    |
| ---- | ----------------- | ------------- | -------- |
| 1    | Niccolò Bonifazio | TotalEnergies | 4h28'12" |
| 2    | Nacer Bouhanni    | Arkéa         | s.t.     |
| 3    | Gianni Vermeersch | Alpecin       | s.t.     |
| 4    | Tom Devriendt     | Intermarché   | s.t.     |
| 5    | Arne Marit        | Sport Vl.     | s.t.     |
| 6    | Bram Welten       | Arkéa         | s.t.     |
| 7    | Tim Merlier       | Alpecin       | s.t.     |
| 8    | Tom Paquot        | Bingoal       | s.t.     |
| 9    | Jens Reynders     | Sport Vl.     | s.t.     |
| 10   | Cédric Beullens   | Sport Vl.     | s.t.     |